# Kecamatan Pulogadung
Kecamatan Pulogadung är ett distrikt i Indonesien.   Det ligger i provinsen Jakarta, i den västra delen av landet. Huvudstaden Jakarta ligger i Kecamatan Pulogadung.